# Midnight Club II
Midnight Club II è un videogioco del 2003, pubblicato per Xbox, Microsoft Windows e PlayStation 2 e sequel di Midnight Club: Street Racing. Ambientato in città ispirate a Los Angeles, Parigi e Tokyo, il gioco offre anche una componente multiplayer online.

## Città
Borghi collinari e interstatali congestionate possono essere trovati in tutta Los Angeles, e proprio come nel primo Midnight Club, la città contiene molti punti di riferimento, così come numerose scorciatoie e salti. Parigi è la casa di viuzze acciottolate, rotatorie monumentali, e monumenti. Vi sono anche molti salti che vi porteranno attraverso la Senna e in vicoli tortuosi. Tokyo è una città vivacemente illuminata, fatta di vie spaziose, vicoli stretti e contiene una serie di attrazioni turistiche.

## Modalità di gioco
Le gare consistono in una serie di checkpoint rappresentati da colonne di luce. In alcune gare, l'ordine in cui i checkpoint devono essere abilitati è prescritto. In questo caso, una freccia trasparente va sul checkpoint successivo. In altre gare i checkpoint possono essere superati in qualsiasi ordine. In tal caso, la freccia indica il punto di controllo più vicino e spetta al giocatore scegliere la strada migliore per andare da un checkpoint a quello successivo. Non ci sono barriere artificiali che costringono il giocatore a rimanere su un percorso specifico, qualsiasi area che sia guidabile in modalità "guida libera" può essere utilizzata per raggiungere il checkpoint successivo. Si può passare con la propria auto su scale mobili, tetti,  ferrovie, fiumi e molte rampe: tuttavia, molte aree che sarebbero raggiungibili, per esempio, ingressi e scale, sono recintate con barriere invisibili. Le auto possono subire dei danni ma senza che le prestazioni ne risentano. L'ammontare del danno inflitto è indicato da un indicatore HUD e i danneggiamenti sono visibili sulla carrozzeria. Quando è superato il massimo limite di danni, la vettura esplode. Se la macchina cade in acque profonde, l'indicatore HUD va immediatamente alla sua fase massima e la gara è persa. Dopo un'attesa di pochi secondi, il giocatore può continuare con una nuova vettura.

## Critica
Il gioco è stato molto apprezzato dalla critica specializzata per la resa grafica delle ambientazioni, la cura del sonoro, la semplicità dell'utilizzo dei comandi, la buona resa arcade, la difficoltà ben calibrata, la longevità generale e le modalità multiplayer mentre la grafica delle vetture non è stata elogiata perché realizzata con pochi poligoni. Un aspetto che invece non ha ricevuto apprezzamento è il doppiaggio dei vari personaggi, che a volte presenta notevoli sbavature.

## Auto
I veicoli in Midnight Club II si ispirano a modelli reali: ad esempio, l'Interna assomiglia alla Honda S2000, il Knight ricorda la Mitsubishi Lancer Evolution, la 1971 Bestia è simile a un 1965 Pontiac GTO e la XS Jersey a una Dodge Viper, la Victory ha le linee della Aston Martin Vanquish, la Monstruo assomiglia a una Mazda RX7 e il Torque JX a una Nissan Skyline GT-R.